# كمال ياسين
كمال ياسين (13 نوفمبر 1924 - 3 أغسطس 1987)، ممثل ومخرج مسرحي مصري.

## دراسته و حياته الفنية
ممثل ومخرج مسرحي مصري، تخرج من المعهد العالي للفنون المسرحية ثم سافر إلى فرنسا لدراسة الإخراج المسرحي، وأخرج العديد من المسرحيات وقام بالعمل كأستاذ بمعهد الفنون المسرحية حتى وفاته، من أبرز أعماله كممثل (غروب وشروق، رد قلبي، زقاق المدق)، بينما على صعيد الإخراج قدم مسرحيات (إتفرج يا سلام، حلاوة زمان). توفى في عام 1987.

## أعماله التمثلية

### أفلام سينمائية
- 1988: آسف للإزعاج
- 1987: قبل الوصول لسن الانتحار
- 1987: من خاف سلم
- 1992: الثأر (طه)
- 1980: اعدام طالب ثانوي
- 1978: رجل اسمه عباس
- 1975: أريد حلاً (القاضى)
- 1970: غروب وشروق (أشرف البحيري)
- 1967: ثمن الحرية
- 1967: اللقاء الثاني
- 1963: الليلة الأخيرة (صلاح)
- 1960: معا إلى الأبد (منير)
- 1959: احترسى من الحب
- 1959: أنا حرة - (أحمد حلمي)
- 1957: بورسعيد
- 1957: الفتوة (ضابط شرطة السوق)
- 1957: رد قلبي (سليمان )
- 1954: موعد مع السعادة (صلاح)
- 1953: شريك حياتى (عادل)
- 1952: زمن العجائب (توفيق - زوج ليلى)
- 1951: ظهور الإسلام (ياسر بن عامر)
- 1949: البيت الكبير (طبيب)
- مرآة في الكف

### مسرحيات
- حلم ليلة صيف - 1982
- الشخص - 1982 - (الشخص)
- ميرامار - 1972
- مصرع كليوباترا - 1968
- زقاق المدق - 1958
- عيلة الدوغري -
- أربع مواقف مجنونة -
- خيال الظل -
- مسرحية البيجامة الحمراء
- مسرحية نمرة 2 يكسب

### مسلسلات تلفزيونية
- رحمه - 1987
- الموج والصخر - 1986
- محمد رسول الله - 1984
- الباقي من الزمن ساعة - 1982
- النديم - 1982
- أحلام الفتى الطائر - 1978 - (كمال)
- هروب - 1976
- خولة بنت الأزور - 1969 - (هرقل قيصر الروم)
- هارب من الأيام - 1962
- النور فوق يثرب -
- قضية عمري -
- للماضي ذكرى -
- شيطان من الجنة -
- الشك -
- الشاهد والمتهم -

### مسلسلات الاذاعية
- شخصيات تبحث عن مؤلف - 1961
- شهر الانتقام -
- الباب المغلق -
- فين العريس -
- صراع مع الحب -
- رحلة الليل - (أحمد)

### أعمال إخراجية
- مصيدة لرجل متزوج - 1978
- اولادنا في لندن - 1973
- حلاوة زمان - 1971
- شاهين مامات - 1971
- زهرة من دم - 1968
- ذات البيجامة الحمراء - 1967
- زهرة الصبار - 1967
- نمرة 2 يكسب - 1966
- إتفرج يا سلام - 1966
- كوبري الناموس - 1964
- المحروسة - 1962
- الناس اللى تحت - 1957
- حرم جناب الوزير -
- اللى عنده كلمة يلمها -
- الخال فانيا - (تعاون إخراج)
- أربع مواقف مجنونة -
- خيال الظل - 0
- ولادك يا مصر -

### مؤلفات
- حكاية وراء كل باب 1979 - فيلم - (إعداد)
- زهرة الصبار 1967 - مسرحية - (تمصير)
- أربع مواقف مجنونة - مسرحية - (اقتباس)